# Shakti (zespół muzyczny)
Shakti – zespół muzyczny założony w 1975 r. przez Johna McLaughlina, który łączył elementy muzyki hinduskiej z elementami jazzrockowymi.
W 1975 r. John McLaughlin, po nieudanej próbie reaktywowania The Mahavishnu Orchestra, sformował wraz z L. Shankarem grupę Shakti, która łączyła muzykę hinduską z elementami jazzrockowymi. W odróżnieniu od The Mahavishnu Orchestra, Shakti tworzyła muzykę używając wyłącznie akustycznych instrumentów. 
Shakti stała się jedną z pierwszych grup nurtu World fusion.
Skład grupy obejmował następujących muzyków:
- John Mclaughlin – gitara akustyczna
- Lakshminarayana Shankar – skrzypce
- Zakir Hussain – tabla
- T.H. "Vikku" Vinayakram – ghatam
- Ramnad V. Raghavan – mridangam

Po nagraniu pierwszego albumu pod tytułem Shakti, Ramnad V. Raghavan opuścił zespół. 
Shakti nagrała jeszcze dwa albumy:
- 1976 – A Handful of Beauty
- 1977 – Natural Elements

Zespół w marcu 1977 r. odwiedził Polskę, gdzie dał jeden koncert w Sali Kongresowej w Warszawie.

## Remember Shakti
W dwadzieścia lat później John McLaughlin reaktywował grupę pod nazwą Remember Shakti. W nowym zespole na pierwszej płycie nagranej w roku 1997 zagrali:
- John McLaughlin – gitara akustyczna
- Zakir Hussain – tabla
- T.H. "Vikku" Vinayakram – ghatam, mridangam
- Hariprasad Chaurasia – bansuri

Na następnej płycie nagranej w 1999 roku – The Believer, zagrali:
- John McLaughlin – gitara akustyczna,
- Zakir Hussain – tabla,
- U. Srinivas – mandolina,
- V. Selvaganesh – kanjira, ghatam, mridangam

W 2001 roku grupa nagrała trzecią płytę: Saturday Night in Bombay, do nagrania której zaproszeni zostali dodatkowo:
- Shivkumar Sharma – santoor,
- Sivamani – instrumenty perkusyjne[2]
- Shankar Mahadevan – śpiew